# Dolfinarium Harderwijk
Le Dolfinarium Harderwijk est un delphinarium néerlandais situé dans la province de Gueldre, à Harderwijk.
Fondé en 1955 par Frits den Herder, il ouvre au public en 1965. Il appartient au groupe français la Compagnie des Alpes pendant 13 ans, entre 2001 et fin 2014. Il est depuis cette date la propriété de la multinationale espagnole Aspro-Ocio.
Sa notoriété tient surtout au fait que c'est un des deux seuls delphinariums des Pays-Bas qui présentent des grands dauphins et des marsouins communs. Il présente aussi d'autres mammifères marins, comme des phoques communs, des phoques gris, des lions de mer de Steller, des otaries de Californie, et c'est notamment une des deux seules structures européennes à présenter des morses. Il propose plus d'une dizaine de spectacles, des aires de jeux, des enclos et des aquariums.
Il est membre permanent de l'Association européenne des zoos et aquariums (EAZA) et coordonne pour cette association le programme européen pour les espèces menacées (EEP) dédié au grand dauphin, bien que cette espèce ne soit pas considérée comme menacée par l'Union internationale pour la conservation de la nature (UICN).

## Historique
En 1955, l'entrepreneur Frits den Herder commence une « collection » de mammifères marins avec son frère Coen, propriétaire de la compagnie maritime locale et de la plaine de jeux à Harderwijk. Il prend conscience qu'il doit partager sa passion pour ces animaux avec ses semblables et construit donc le premier delphinarium des Pays-Bas. En 1965, Dolfinarium Harderwijk ouvre au public. Les néerlandais sont invités à venir jeter un œil et à en apprendre davantage sur les différents animaux marins. 
Dolfinarium Harderwijk appartient entre 2001 et 2014 à une société française, la Compagnie des Alpes.
En décembre 2014, un communiqué de presse annonce que le groupe français finalise le processus de cession du Dolfinarium Harderwijk. En janvier 2015, la Compagnie des Alpes annonce la cession du Dolfinarium Harderwijk au groupe luxembourgeois CLP. L'acquéreur derrière cette opération est le groupe espagnol Aspro-Ocio dont la filiale est CLP. Walibi Sud-Ouest passe également dans les mains du groupe espagnol par cette cession. Le chiffre d'affaires de la saison 2013-2014 de ces deux parcs représente 22,5 millions d'euros avec un excédent brut opérationnel de 6 % environ. La cession des deux sites revient à 37,5 millions d'euros. 

## Installations et faune présentée
Le Dolfinarium Harderwijk présente des cétacés : grands dauphins et marsouins communs. Il présente aussi des pinnipèdes : otaries de Californie, lions de mer de Steller, phoques communs, phoques gris et morses.
Il possède 27 dauphins communs : Honey (F-53 ans), Prince (M-46 ans), Molly (F-44 ans), Tucker (M-39 ans), Maaike (F-37 ans), Juno (M-36 ans), Nemo (M-33 ans), Roxy (F-33 ans), Apollo (M-31 ans), Nando (M-30 ans), Joker (M-29 ans), Finagain (F-28 ans), T'salka (M-22 ans), T'lisala (M-19 ans), Yola (M-18 ans), Liya (F-17 ans), Palawas (M-16 ans), Balasi (M-16 ans), Nalu (F-14 ans), Rif (M-11 ans), Storm (M-8 ans), King (M-8 ans), Baya (F-7 ans), Zoë (F-7 ans), Daisy (F-6 ans), Indy (F-6 ans) et James (M-3 ans).
Le delphinarium possède également 3 marsouins communs : Amber (F), Siepy (F) et Ester (F).
À ceux-ci s'ajoutent de nombreux poissons comme des requins, raies, bars, daurades royales, mulets lippu, épinoches, crabes verts, homard européens, huîtres, arénicoles, anémones de mer, etc.

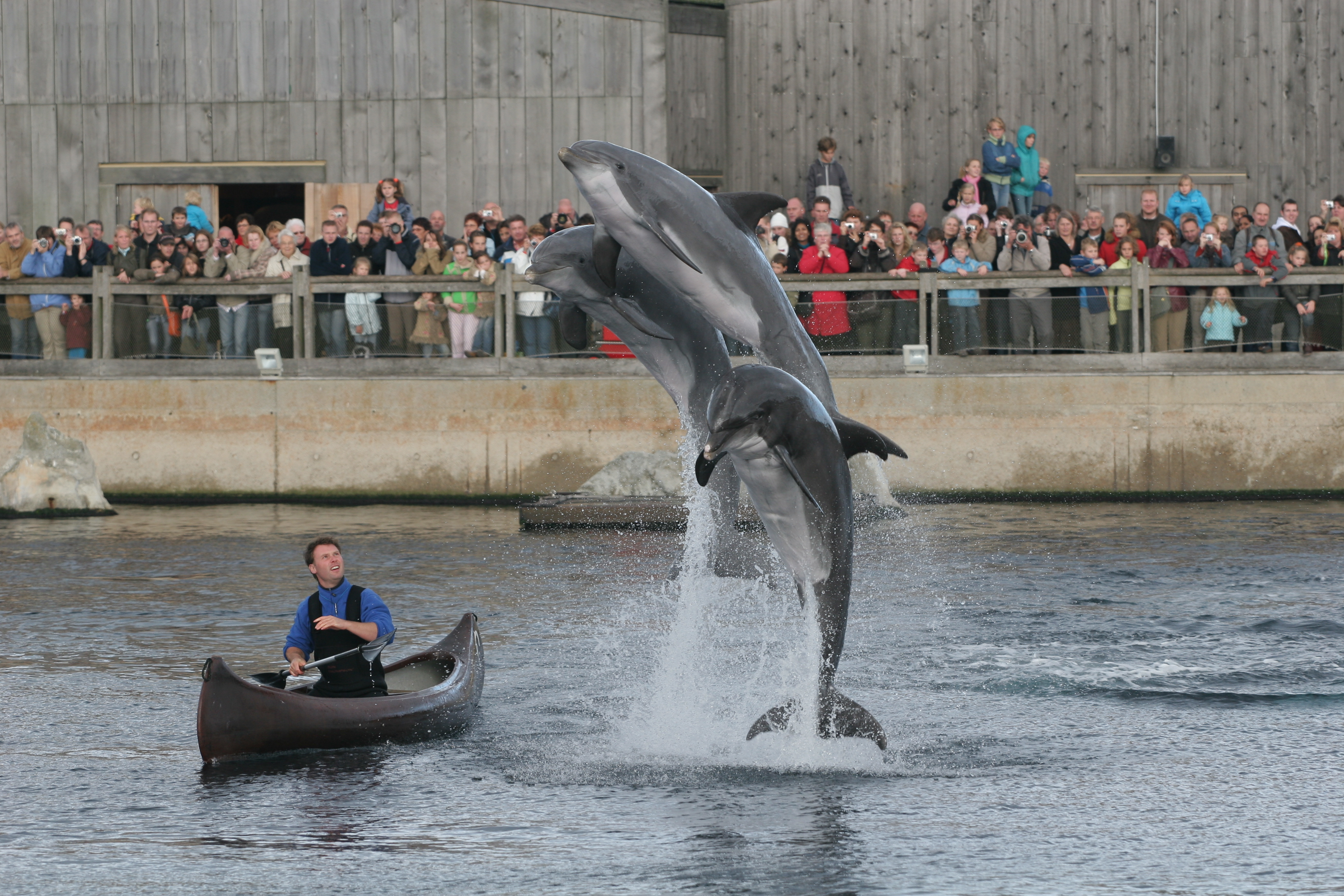
Spectacle des grands dauphins, en 2006.
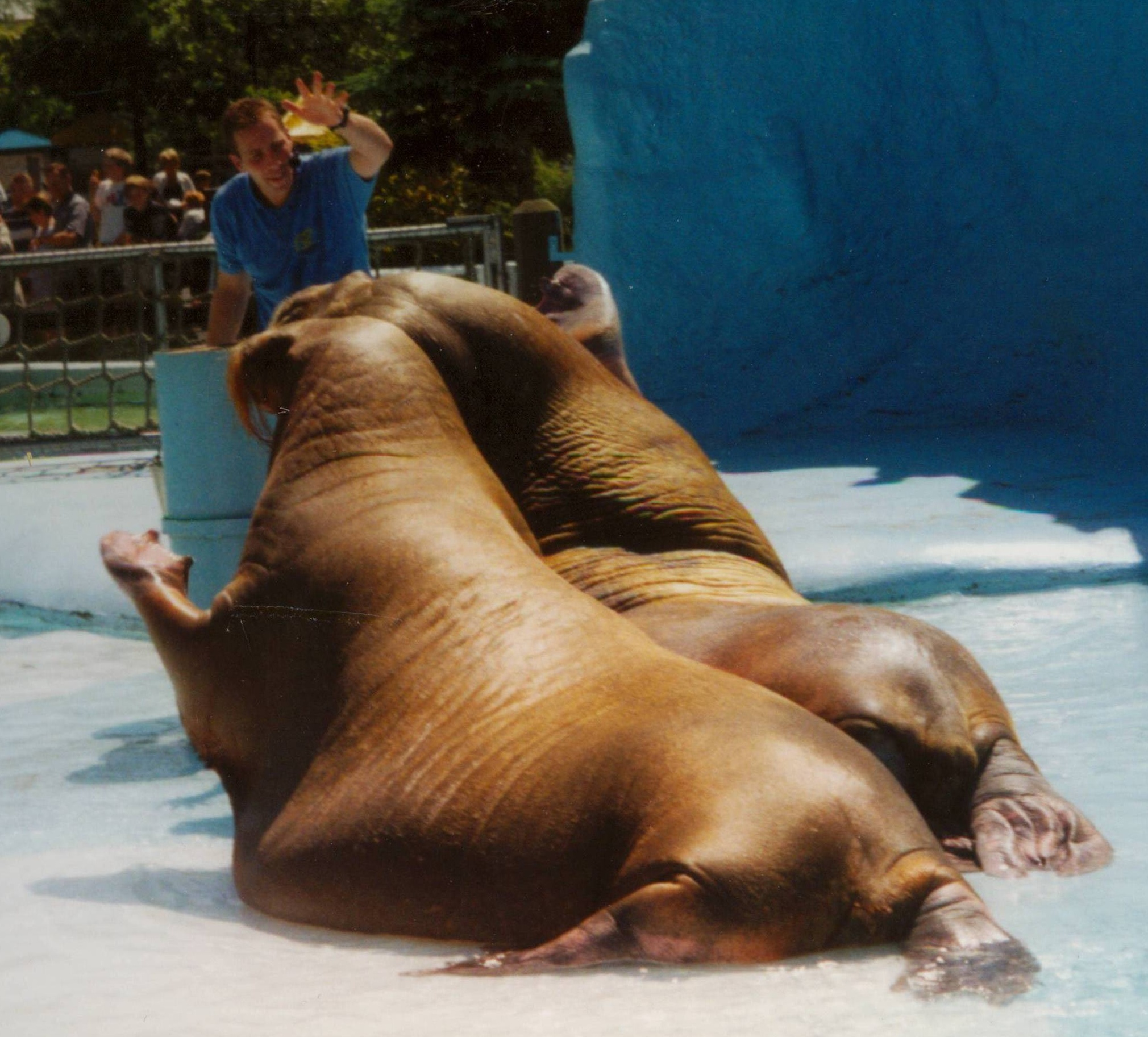
Morses.
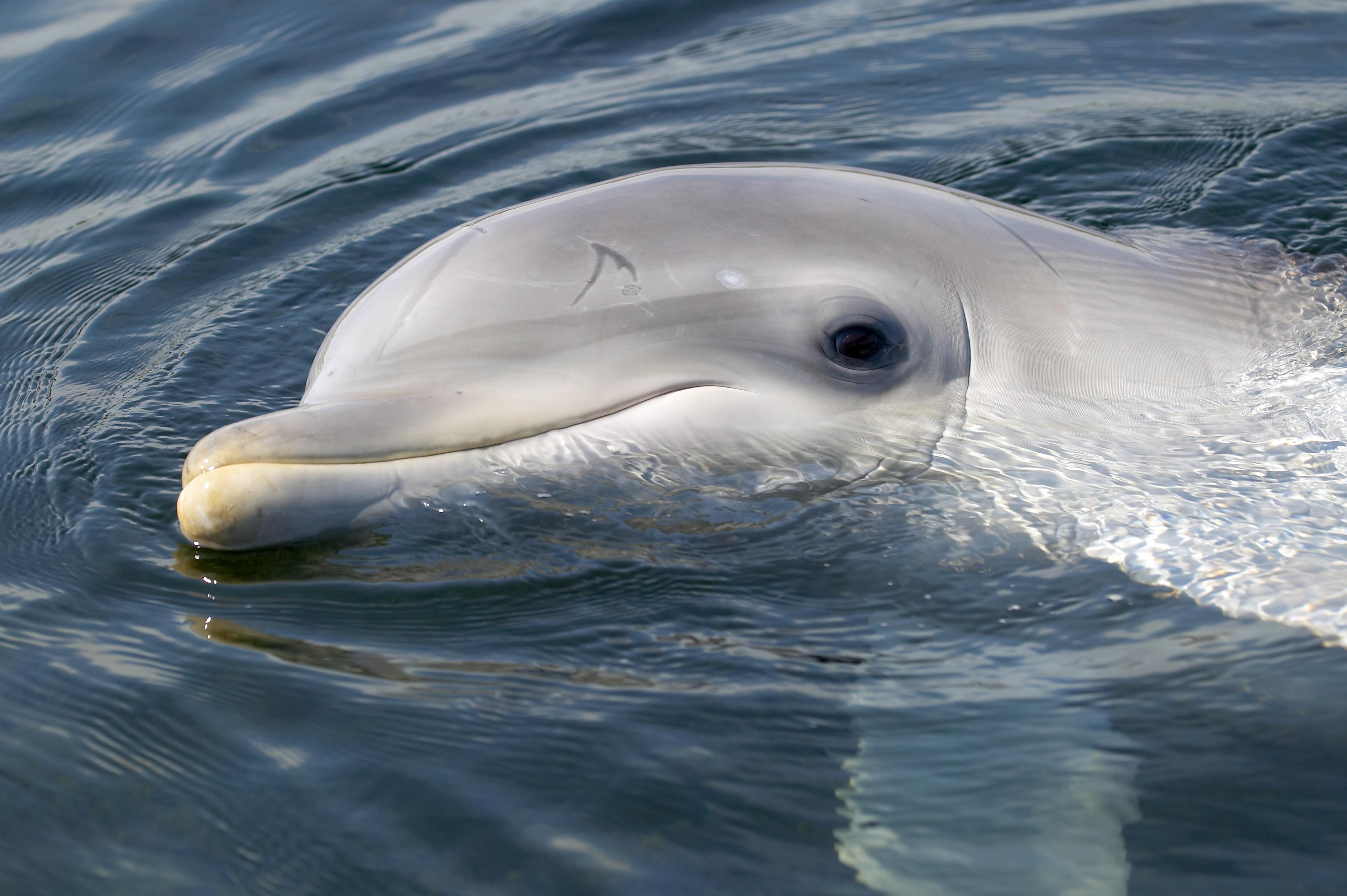
Grand dauphin Spetter KV09.

## Centre de secours pour animaux
Le delphinarium de Harderwijk comprend également un centre de secours pour dauphins, marsouins et autres animaux marins. Les animaux malades ou blessés peuvent récupérer et retourner à la mer du Nord, si cela s'avère possible. Certains animaux ne peuvent pas retourner en mer car ils ne sont pas assez forts, ils restent alors dans le delphinarium. 
Ce centre a recueilli le 23 juin 2010, une orque femelle affaiblie provenant de la Mer des Wadden. Après avoir été nommée Morgan, elle a été transférée au Loro Parque, un delphinarium des îles Canaries.

## Parc aquatique Aqualand
Le propriétaire du parc projette l'ouverture d'un parc aquatique Aqualand jouxtant Dolfinarium Harderwijk pour l'été 2017,. Aspro-Ocio est également propriétaire de la chaîne européenne de parcs aquatiques Aqualand. La première phase consistant en une piscine et une aire ludique pour enfants sera suivie par la suite d'une seconde phase.

## Controverses
Le delphinarium a suscité la controverse lors du sauvetage de l'orque Morgan. Les associations opposées à la captivité des cétacés ont protesté contre ce maintien en captivité et ont porté l'affaire en justice, estimant qu'une projet de réhabilitation en milieu sauvage devait être mis en œuvre. En novembre, un tribunal d'Amsterdam a jugé que l'orque n'avait « aucune chance raisonnable de survivre en pleine nature » et a autorisé son transfert. Ces associations ont rappelé à cette occasion le conflit d'intérêts que représente cette activité de sauvetage pour un delphinarium, les cétacés sauvés représentant une source de nouveaux individus dans un contexte où les captures sont interdites et où les naissances en captivité sont rares.